# Hans Gruhl
Pour les articles homonymes, voir Gruhl.
Hans Gruhl, nom de plume de Hans Gruhl-Braams, né le 25 décembre 1921 à Altheide-Bad, en province de Basse-Silésie, et mort le 11 octobre 1966, est un romancier et scénariste, ainsi qu’un auteur allemand de roman policier.

## Biographie
Après l’obtention de doctorats en médecine et en philologie, il travaille sur une base occasionnelle comme pédiatre et radiologue.
Après des ouvrages savants publiés sous son nom, dont une thèse sur le roman policier, Zeitung und Kriminalroman (1955), il publie en 1957 un premier roman criminel, Das vierte Skalpell, qui obtient un grand succès.  Il donne ensuite deux romans mi-psychologiques, mi-humoristiques, puis revient au roman policier en 1960 avec Cinq vieilles dames et la mort. Il participe également en tant que scripteur à des pièces radiophoniques et collabore à deux scénarios de films, dont une adaptation d’une pièce de Somerset Maugham.
Il meurt à 44 ans. Dans les années qui suivent sa mort, ses héritiers publient huit romans policiers inédits qui, à l'instar de ses précédentes fictions, se déroulent souvent dans le milieu médical et font la part belle à l'humour.

## Œuvre

### Romans policiers
- Das vierte Skalpell (1957)
- Fünf tote alte Damen (1960) Publié en français sous le titre Cinq vieilles dames et la mort, Paris, Librairie des Champs-Élysées, Le Masque no 948, 1966
- Tödlicher Cocktail (1965)
- Nimm Platz und stirb (1967), publication posthume
- Der Feigling  (1969), publication posthume
- Ganz in Weiß mit einem Totenstrauß (1969), publication posthume
- Mit Mördern spielt man nicht (1969), publication posthume
- Die letzte Visite (1973), publication posthume
- Die lange Spur (1975), publication posthume
- Nichts sprach für Mord (1975), publication posthume
- Die Boten des Todes (1975), publication posthume

#### Autres romans non-policiers
- Liebe auf krummen Beinen (1958)
- Ehe auf krummen Beinen (1959)

### Autres publications signées Hans Gruhl-Braams
- Operativ behandelte Pseudarthrosen an Röhrenknochen (1958)
- Zeitung und Kriminalroman (1955)

### Filmographie
- 1959 : Liebe auf krummen Beinen, film de Thomas Engel, scénario de Herbert Reinecker et Utz Utermann d’après le roman homonyme de Hans Gruhl.
- 1960 : Ich schwöre und gelobe, film de Geza von Radvanyi, scénario de Stefan Olivier, Peter Goldbaum et Hans Gruhl, d’après de roman de Ernst Ludwig Ravius.
- 1962 : Heute kündigt mir mein Mann, film de Rudolf Nussgruber, scénario de Peter Goldbaum et Hans Gruhl, d’après la pièce The Breadwinner de Somerset Maugham.

## Sources
- Jacques Baudou et Jean-Jacques Schleret, Le Vrai Visage du Masque, vol. 1, Paris, Futuropolis, 1984, 476 p. (OCLC 311506692), p. 233.